# 강동우 (뮤지컬 배우)
강동우(1992년 1월 7일 ~)는 대한민국의 뮤지컬 배우다. 2017년 뮤지컬 '타이타닉'으로 데뷔했다.

## 방송
- 팬텀싱어 3 (2020) - Top74

## 공연
- 타이타닉 (2017)
- 엘리자벳 (2018)
- 마리 앙투아네트 (2019)
- MUSICAL AUDITION CONCERT 내가 광이 날 상인가 (2021)
- 창업 (2021)
- 상하이 1932-34 (2022)
- 삼총사 - 서울 (2022)
- 삼총사 - 익산 (2022)
- 삼총사 - 부산 (2022)
- 삼총사 - 대전 (2022)
- 루쓰 - 서울 (2023)
- 루쓰 - 성남 (2023)
- 할란카운티 - 서울 (2023)